# Empogona breteleri
Empogona breteleri là một loài thực vật có hoa trong họ Thiến thảo. Loài này được (Robbr.) Tosh & Robbr. mô tả khoa học đầu tiên năm 2009.